# Skatteförseelse
En skatteförseelse är ett brott enligt svensk rätt (3 § skattebrottslagen (1971:69)). 
Om gärningen är att anse som ringa, döms den, som annars skulle ha dömts för skattebrott, för skatteförseelse. Straffet för skatteförseelse är böter. För icke ringa brott döms i stället för grovt skattebrott, för grovt brott döms för skattebrott.
Den som frivilligt vidtar åtgärd som leder till att skatten kan påföras, tillgodoräknas eller återbetalas med rätt belopp, skall enligt 12 § skattebrottslagen inte dömas för skatteförseelse. Åtal för skatteförseelse får enligt 13 § skattebrottslagen väckas endast om det är påkallat av särskilda skäl. Den senaste lydelsen av 3 § skattebrottslagen fastställdes 1996.